# 步兵第116聯隊
步兵第116聯隊（日語：ほへいだい116れんたい、步兵第百十六聯隊）為大日本帝國陸軍步兵聯隊之一。

## 沿革
- 1937年（昭和12年）

9月16日 - 拝受軍旗後、立即參加淞沪会战。
11月 - 參加南京攻略戦。
- 1938年（昭和13年）

5月 - 參加徐州会战。
6月 - 參加武汉会战。
之後參加襄東作戰、湘贛會戰、枣宜会战、長沙會戰等戰役。
- 1943年（昭和18年） - 參加常德会战。
- 1944年（昭和19年） - 參加湘桂作戰。
- 1945年（昭和20年）8月 - 終戰。

## 歷任聯隊長
| 任 | 姓名       | 在任期間     | 備考 |
| -- | ---------- | ------------ | ---- |
| 1  | 添田孚     | 1937.9.10 -  |      |
| 2  | 山村治雄   | 1939.3.9 -   |      |
| 3  | 村井權治郎 | 1939.10.26 - |      |
| 4  | 新井花之助 | 1942.12.1 -  |      |
| 5  | 大坪進     | 1943.6.23 -  |      |
| 末 | 岩下榮一   | 1945.4.1 -   |      |

## 關連項目
- 大日本帝國陸軍聯隊列表